# Koch (Soudan du Sud)
Pour les articles homonymes, voir Koch.
Koch est une ville du Soudan du Sud, dans l'État de l'Unité.